# Heteropyxis
Heteropyxis es el único género de la tribu Heteropyxideae colocado ahora en la familia Myrtaceae, incluye tres especies de árboles perennes pequeños. Las especies de Heteropyxis son nativas del sur de África.
Heteropyxis antes estaba en la familia Heteropyxidae, ahora obsoleta; ha sido incluido en la familia Myrtaceae según el sistema APG II.
H. natalensis, natural de Zimbabue a través de Limpopo, Mpumalanga y KwaZulu-Natal de Sudáfrica. Es un árbol delgado, vertical que alcanza los 5-7 metros de altura. crece en los márgenes de los bosques, afloramientos rocosos, laderas y termiteros. Tiene las flores en panículas fragantes que son de color crema a amarillo claro. 

## Especies
- Heteropyxis canescens
- Heteropyxis dehniae
- Heteropyxis natalensis